# ハラカト・タハリール
ハラカト・タハリールは、アラビア語で「解放運動」を意味する団体名で、1969年に西サハラのスマラを拠点としたコーランの教師だったムハンマド・バシリによって設立された。西サハラの独立のために活動した。正式名称は「サギア・エル・ハムラとリオ・デ・オロの解放運動」(英:The Movement for the Liberation of the Saguia el Hamra and Rio de Oro)。時には「サハラの解放運動(」(英:Movement for the Liberation of the Sahara)と呼ばれる)。

## ゼムラ蜂起
ハラカト・タハリールの目的は、スペインの植民地支配を平和的に倒すことと、当時スペイン領サハラにおけるサハラウィー人の民族自決を獲得することだった。当初は、秘密裏に組織、運営されていたが、1970年6月17日に、アイウンでのスペインによる統治に反対するデモにより、人に知られるところとなった。その際、スペインの統治者に、待遇の改善と、西サハラの独立を求めるため、請願書 (petition) を手渡そうとした。
その反対活動に対し、占領軍によって、血塗られた弾圧が行われた。その虐殺と妨害は、行われ土地にちなんでゼムラ蜂起と呼ばれた。その後、全国でメンバーの追跡が行われ、バシリ自身も逮捕され、スペインによる拘留中に「強制失踪」した。バシリは刑務官に殺されたと見られている。サハラウィー人のナショナリスト活動からは、現代最初の殉教者と数えられている。

## ポリサリオ戦線
ハラカト・タハリールが壊滅した後、サハラウィー人ナショナリストたちは、殖民占領が平和的に終わるという希望を放棄した。1973年5月、エル・ワリのリーダーシップの下、スペインの統治に対し武力革命を求める軍事組織ポリサリオ戦線が結成された。
現在でも活発に活動するポリサリオは、後の1975年にスペインが西サハラを離れた後に、侵略を始めたモロッコ軍とモーリタニア軍にその銃口を向けることになる。